# Echelon (niveau)
 For alternative betydninger, se Echelon. (Se også artikler, som begynder med Echelon)
I militær og beredskabsfaglig terminologi bruges ordet echelon til angive et niveau eller trin.

## Betydning
Ordet bruges på flere måder:
- Taktisk anvendes ordet til at opdele styrker, der står i forlængelse af hinanden i forhold til frontlinjen.
- Logistisk anvendes ordet til at angive hvilket niveau en genstand skal repareres eller genforsynes fra. Første echelon er tættest på frontlinjen, anden er længere væk og så frem deles.
- Ved behandling af tilskadekomne, hvor lettere tilskadekomne kan behandles af en sanitetsgast tæt ved frontlinjen/katastrofestedet (første echelon), mens sværere tilfælde kan behandles på en venteplads (anden echelon) og så fremdeles, hvor en hovedforbindeplads kan være tredje echelon, et felthospital fjerde echelon og et civilt hospital langt væk fra frontlinjen/katastrofestedet (femte echelon).

## Oprindelse
Ordet strammer fra det fransk ord échelon der betyder trin og er afledt af échelle som betyder stige.
| Militær | Spire Denne artikel om militær er en spire som bør udbygges. Du er velkommen til at hjælpe Wikipedia ved at udvide den. |

| Beredskabet | Spire Denne artikel om beredskabet er en spire som bør udbygges. Du er velkommen til at hjælpe Wikipedia ved at udvide den. |

| Sprog | Spire Denne artikel om sprog er en spire som bør udbygges. Du er velkommen til at hjælpe Wikipedia ved at udvide den. |